# Paul Winter (musicien)
Pour les articles homonymes, voir Winter.
Ne doit pas être confondu avec Paul Winter (résistant) ou Paul Winter.
Paul Winter, né le 31 août 1939, est un saxophoniste américain. Il est le fondateur du Paul Winter Consort.

## Discographie
Collaborations
- Paul Winter with Carlos Lyra, The Sound of Ipanema, 1964, Columbia

En solo
- Rio, 1965, Columbia
- Common Ground, 1978, A&M
- Callings, 1980, Living Music
- Missa Gaia/Earth Mass, 1982, Living Music
- Sun Singer, 1983, Living Music
- Canyon, 1985, Living Music
- Wintersong, 1986, Living Music
- Whales Alive, 1987, Living Music
- Earthbeat, 1987, Living Music
- Earth: Voices of a Planet, 1990, Living Music
- Solstice Live!, 1993, Living Music
- Prayer for the Wild Things, 1994, Living Music
- Canyon Lullaby, 1997, Living Music
- Brazilian Days, 1998, Living Music
- Celtic Solstice, 1999, Living Music
- Journey with the Sun, 2000, Living Music